# Harmonieorkest Moesicali
Harmonieorkest Moesicali, tot 2019 de Koninklijke Harmonie Eendracht, is een Belgische vereniging die een harmonieorkest, een jeugdharmonie en een drumband omvat.

## Geschiedenis
Het harmonieorkest werd in 1851 als Harmonie Eendracht opgericht in Moerzeke en is hiermee de oudste culturele organisatie van het dorp.

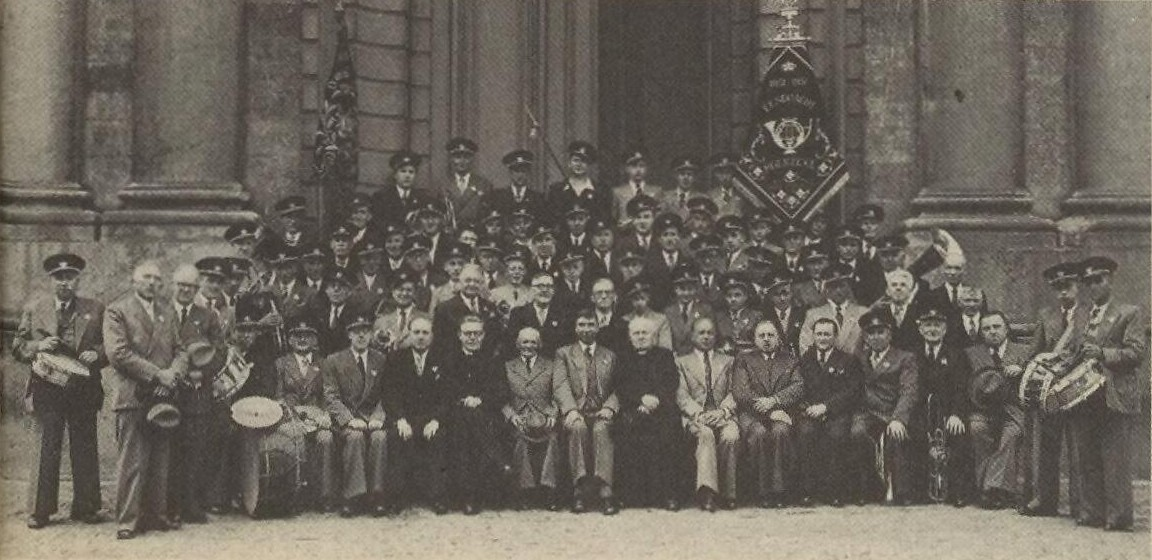
100-jarig bestaan van Koninklijke Harmonie Eendracht in 1951

Bij het 75-jarig jubileum in 1926 werd het predicaat 'koninklijk' aan de naam toegevoegd. Bij het 100-jarig jubileum werd er een feest gevierd dat drie dagen duurde; de harmonie kocht toen tevens een nieuw vaandel.
Van Eendrachts geschiedenis tot 1956 is weinig documentatie bewaard gebleven. Maar vanaf die datum werd het reilen en zeilen van de vereniging bijgehouden. Het orkest bestond in die periode uit vijftig muzikanten.
In 1970 werd ook een trommelkorps opgericht. In 1986 werd het 135e jaar van de vereniging gevierd met het jaarlijkse Sint-Ceciliafeest.

## Voorstellingen
Traditioneel organiseert Moesicali jaarlijks een winter-, lente- en zomerconcert. Het harmonieorkest gaf concerten met gastartiesten als Gunther Neefs, Belle Perez, Paul Michiels, Geena Lisa en Jelle Cleymans.
In 2022 stond het circusverhaal van ‘The Greatest Showman’ op het programma, wat de tot dan toe grootste productie was van de harmonie.

## Dirigenten
- Interbellum: Désiré Van Wezemael[7]
- ca. 1950-86(?): Frans Willockx[2]

- 2009 - heden: Filip Van Damme[8]

## Meer lezen
- Johan De Ridder, De Koninklijke Harmonie "De Eendracht" (1851–2001) - Kroniek van 150 jaar muziekleven in Moerzeke.